# Hockey-Club Château-d'Œx
L'Hockey-Club Château-d'Œx (abbreviato HC Château-d'Œx) è una squadra di hockey su ghiaccio svizzera, fondata nel 1919 con sede a Château-d'Œx. Nella stagione 2017-2018 la squadra milita nella quarta divisione del campionato svizzero, la Seconda Lega.

## Cronologia
- 1918-1937: 1º livello

## Palmarès
Campionato Internazionale: 2
1921-22, 1923-24
 Campionato Internazionale: 1 secondo posto
1922-23
 Campionato Internazionale: 2 terzi posti
1920-21, 1933-34
 Campionato Nazionale: 1 secondo posto
1931-32
 Campionato Nazionale: 1 terzo posto
1932-33